# Ухватовка
Ухватовка (бел. Ухватаўка) — деревня в Поболовском сельсовете Рогачёвского района Гомельской области Беларуси.

## География

### Расположение
В 28 км на юго-запад от Рогачёва, 6 км от железнодорожной станции Красный Берег (на линии Бобруйск — Жлобин), 125 км от Гомеля.

### Гидрография
На севере река Добосна (приток Днепра).

## Транспортная сеть
Рядом автодорога Бобруйск — Гомель. Планировка состоит из широтной улицы, к центру которой присоединяется короткая улица. Застройка двусторонняя, деревянная, усадебного типа.

## История
По письменным источникам известна с XIX века как селение в Луковской волости Рогачёвского уезда Могилёвской губернии. В 1848 году деревня в составе одноимённого поместья. В 1850 году 150 десятин земли. Согласно переписи 1897 года действовала ветряная мельница. В 1909 году 239 десятин земли. В 1931 году жители вступили в колхоз. Во время Великой Отечественной войны 23 жителя погибли на фронте. Согласно переписи 1959 года в составе колхоза «Красная Армия» (центр — деревня Остров).

## Население

### Численность
- 2004 год — 15 хозяйств, 22 жителя.

### Динамика
- 1850 год — 6 дворов, 37 жителей.
- 1897 год — 34 двора, 211 жителей (согласно переписи).
- 1909 год — 36 дворов.
- 1959 год — 158 жителей (согласно переписи).
- 2004 год — 15 хозяйств, 22 жителя.